# Ibrahim Sissoko (Fußballspieler, 1995)
Ibrahim Sissoko (* 27. November 1995 in Créteil) ist ein französisch-malischer Fußballspieler. Der Stürmer steht seit 2025 beim VfL Bochum unter Vertrag.

## Karriere

### Verein
Sissoko begann seine Karriere in der Jugend des Amateurvereins Entente Sannois Saint-Gratien. Ab 2014 spielte er in der ersten Mannschaft des Klubs. Nach den Stationen SAS Épinal und Avenir Sportif Béziers wechselte er 2018 in die Ligue 2 zum FC Lorient. Dort wurde er umgehend für ein halbes Jahr an Béziers ausgeliehen. Nach seiner Rückkehr zu Lorient zum Jahresbeginn 2019 gelang es Sissoko nicht, sich durchzusetzen, so dass er nur zu vier Einsätzen kam, in denen er ohne Torerfolg blieb.
Daher wechselte Sissoko zur Saison 2019/20 zum Ligarivalen Chamois Niort, bei dem er einen Dreijahresvertrag unterschrieb. Dort erzielte er in seiner ersten Spielzeit bis zum Abbruch der Saison im April 2020 aufgrund der COVID-19-Pandemie 15 Tore in 25 Spielen. Nachdem er in der folgenden Saison verletzungsbedingt kein einziges Spiel absolvieren konnte, kehrte Sissoko im September 2021 wieder in den Kader zurück. Als bester Torschütze seines Teams beendete er die Saison mit 10 Toren in 24 Spielen.
Nach Auslaufen seines Vertrages in Niort unterschrieb Sissoko am 30. Juni 2022 einen Vierjahresvertrag beim FC Sochaux. Dort bestritt er 35 Spiele in der Ligue 2, davon 26 in der Startelf, in denen er 13 Tore erzielte und fünf Vorlagen gab. Im Sommer 2023 geriet Sochaux in finanzielle Schwierigkeiten, so dass der Vertrag mit Sissoko zum 30. Juni 2023 aufgelöst wurde. Daraufhin wurde er am 6. Juli 2023 als Nachfolger des Ivorers Jean-Philippe Krasso von der AS Saint-Étienne verpflichtet.
Zur Saison 2025/26 wurde Sissoko vom in die 2. Fußball-Bundesliga abgestiegenen VfL Bochum verpflichtet.

### Nationalmannschaft
Sissoko debütierte am 17. November 2023 im Qualifikationsspiel zur Weltmeisterschaft 2026 gegen den Tschad in der malischen Nationalmannschaft. In diesem Spiel erzielte er auch sein erstes Länderspieltor zum Endstand von 3:1 für Mali.
Für den Afrika-Cup 2024 wurde Sissoko von Nationaltrainer Éric Chelle in das malische Aufgebot berufen.